# بارئة بنت حسام الدين عالم شاه
تونكو بارئة بنت السلطان حسام الدين عالم شاه الحاج (31 أغسطس 1933 - 21 مارس 2011) هي سلطانة توغكانو من 1979 إلى 1998 وزوجة السلطان محمود المكتفي بالله شاه. وشقيقة سلطان سلاغور، السلطان صلاح الدين عبد العزيز شاه وزوجة أبي سلطان ترغكانو السلطان ميزان زين العابدين.
ولدت في 31 أغسطس 1933 في كلاغ في سلاغور، والدها هو السلطان حسام الدين عالم شاه. تلقت تعليمها في مدرسة الملايو في كلاغ، كوالالمبور، ثم كلية كوكفيلد بارك في ساسكس.
في عام 1979 ، أصبح زوجها سلطان ترغكانو. وأصبحت تونكو أمبوان بيسار (سلطانة) في 20 سبتمبر 1979. حكم زوجها حتى عام 1998، وخلفه ابن زوجها ميزان زين العابدين.
احتفظت بمنصبها كعضو بارز في البلاط الملكي في سلاغور. وحضرت حفل تتويج ابن أخيها السلطان شرف الدين إدريس شاه في 8 مارس 2003.